# 斯坦頓·基德
斯坦頓·基德（英語：Stanton Kidd，1992年3月18日—）是生於美國馬里蘭州巴爾的摩的美國職業籃球運動員，場上位置為 小前鋒和大前鋒，現效力於日本職業籃球聯賽的仙台89人。他曾就讀於南普萊恩斯學院、北卡羅來納中央大學以及科羅拉多州立大學，之後展開職業生涯，曾在比利時、德國、土耳其打球，並曾效力於NBA的猶他爵士。

## 早年和大學生涯
基德就讀於馬里蘭州巴爾的摩的埃德蒙森－西區高中，在高三那年場均攻下23分、12個籃板及6次助攻，帶領紅色風暴（Red Storm）奪得隊史首座巴爾的摩市一級聯賽冠軍。他在高三賽季被評選為球隊最有價值球員（MVP），並獲得全大都會球員榮譽。
基德接著在全美頂尖的社區大學之一——南普萊恩斯學院打了兩個賽季，幫助德州人（Texans）以36勝0敗的完美戰績拿下2011–12年全美社區大學體育協會（NJCAA）全國冠軍。
2013年3月10日，基德在轉學至北卡羅來納中央大學第一年就獲選為中東部競技聯盟年度第一隊。他在該賽季場均14.5分排名聯盟第三，場均6.9籃板居第八，投籃命中率為55.3%，排名第五。
在他於科羅拉多州立大學的大四賽季中，基德場均攻下11.5分、5個籃板及1.8次助攻。

## 職業生涯

### 林堡聯隊（2015年至2016年）
2015年7月27日，基德與比利時球隊林堡聯隊簽下一年合約，正式展開職業生涯 。基德協助林堡隊晉級2016年比利時聯賽四強賽，最終敗給奧斯坦德籃球俱樂部。

### 蒂賓根老虎(2016年至2017年)
2016年7月21日，基德與德國球隊蒂賓根老虎簽約，效力於2016–17賽季。在為蒂賓根老虎出賽的20場比賽中，他平均每場貢獻12.8分、4.6個籃板、1.7次助攻及1.2次抄截。

### 達魯沙法卡(2017年至2019年)
2017年7月21日，基德與土耳其球隊達魯沙法卡簽下了一份為期兩年的合約。2018年1月14日，基德在對戰加濟安泰普的比賽中以百分之百命中率（9投9中）攻下生涯並列最高的24分，另抓下7個籃板，協助球隊以98比65大勝對手。基德隨後與達魯沙法卡一起奪得2017–18賽季歐洲盃籃球賽冠軍。

### 猶他爵士(2019年)
2018年6月28日，基德代表猶他爵士參加2018年NBA夏季聯賽，在六場比賽中平均攻下10.8分與3.3個籃板。
2019年7月17日，基德在結束與猶他爵士參加2019年NBA夏季聯賽後，與球隊簽下正式合約。11月21日，在出賽三場比賽後，他被爵士隊釋出。

### 墨爾本聯隊(2019年至2020年)
2019年12月20日，基德與墨爾本聯隊簽約，作為2019–20年NBL賽季中凱西·普拉瑟的傷後替補球員。

### 奧爾曼體育(2020年至2021年)
2020年8月18日，基德與土耳其籃球超級聯賽球隊奧爾曼體育簽約。

### 耶路撒冷夏普爾(2021年)
2021年2月18日，基德與以色列超級籃球聯賽球隊耶路撒冷夏普爾簽約。

### 庫班火車頭(2021年至2022年)
2021年7月8日，他與VTB聯賽的庫班火車頭簽約。

#### 秋田北部喜悅(2022年至2023年)
2022年，他加入了日本B聯盟的秋田北部喜悅。

#### 信州勇士（2023年）
2023年，他加入信州勇士。在11月5日對戰富山松雞的比賽中受傷，隨後返回母國接受治療，並與信州隊解除合約。

#### 仙台89人（2024年至今）
2024年7月5日，他加入仙台89人。

## 外部連結
- 斯坦頓·基德在NBA官網（英语）
- 斯坦頓·基德在TBLStat.net（英语）
- 斯坦頓·基德在B.LEAGUE官網（日语）
- 斯坦頓·基德在Basketball-Reference.com（NBA）（英语）
- 斯坦頓·基德在Basketball-Reference.com（國際）（英语）
- 斯坦頓·基德在Sports-Reference.com（NCAA）（英语）
- 斯坦頓·基德在Eurobasket.com（球員）（英语）
- 斯坦頓·基德在Proballers（英语）
- 斯坦頓·基德在RealGM（英语）